# ميخائيل بوند
ميخائيل بوند (بالإنجليزية: Michael Bond)‏ هو لاعب قذف أيرلندي، ولد في 1949 في Ardrahan ‏ في جمهورية أيرلندا.